# Anita Dark

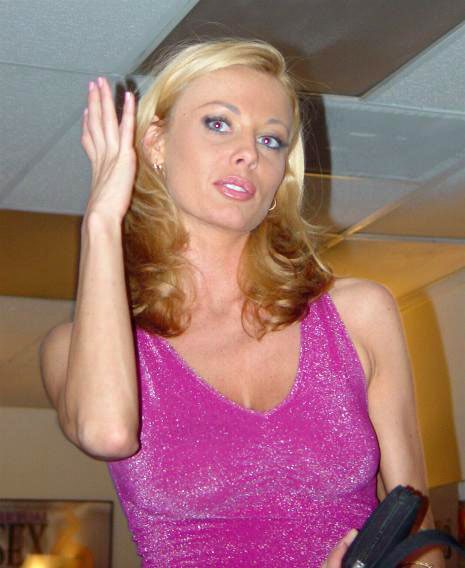
Anita Dark

Anita Dark (* 11. April 1975 als Anita Melnicoff in Budapest) ist eine ungarische Pornodarstellerin und Nacktmodel.

## Karriere
Anita Dark gab 1994 ihr Debüt in der Pornobranche im italienischen Film Pretty Girl. Seitdem hat sie laut Internet Adult Film Database (IAFD) in über 101 Filmen mitgespielt. Im Internetsegment ist sie ebenfalls stark vertreten.
Auf dem europäischen Markt machte sie sich einen Namen und drehte diverse Filme für die Private Media Group. Im Jahr 1997 ging sie in die Vereinigten Staaten und drehte dort zahlreiche Filme für große Produktionsstudios wie etwa Wicked Pictures, Evil Angel, Girlfriends Films, Bangbros und Vivid.
Dark machte ab 1999 eine vierjährige Pause. Nach ihrer Rückkehr im Jahr 2003 beschloss sie, nur noch Solo- bzw. lesbische Szenen zu drehen. Sie spielte danach in der preisgekrönten Women Seeking Women-Reihe in 5 Teilen mit, sowie Lesbian Triangles (4 Teile). Sie agierte in zahlreichen lesbischen Szenen mit bekannten Größen der Branche wie zum Beispiel Faye Reagan und Jesse Jane.
Vier Filme tragen ihren Namen im Titel: Anita Dark's Stocking Tease, Anita Forever sowie PPV-2106: Anita Dark J/O Encouragement Panty und PPV-3110: Anita Dark J/O Encouragement 2.
Zunächst war sie dunkelhaarig und färbte ihre Haare später blond. Dies führte zur Verwirrung in ihrer Fangemeinde, weil die ebenfalls aus Ungarn stammende Anita Blond ihre Haarfarbe zwischenzeitlich auch umfärbte.
Auch als Nacktmodel hat sie zahlreiche Fotostrecken gemacht z. B. für Twistys, Danni, suze.net, Stunners und Club Anita. Außerdem war sie Miss Budapest 1994.
Weitere Pseudonyme von ihr sind Anita Perger, Anita Pansy, Shelby Kane, Sonia Berger und Sonia Bergher. Dark lebt in Florida.

## Filmografie (Auswahl)
- 1995: Bizarre 4: Sklave seiner Herrin
- 1997: Private Casting X 7: Anita Dark
- 1999: Anita Forever
- 2003: No Man’s Land (Pornofilm) 39
- 2005: Carnal Desires
- 2006: Anita Dark's Stocking Tease
- Women Seeking Women 28, 40, 41, 62, 63

## Auszeichnungen
- 1996: Festival international de l'érotisme de Bruxelles – Meilleure actrice
- 1997: Festival international de l'érotisme de Bruxelles – Meilleure actrice[4]